# Franz Böhme
Franz Friedrich Böhme (15. dubna 1885 – 29. května 1947) byl rakouský generál Wehrmachtu během druhé světové války. Sloužil jako velitel XVIII. horského sboru. Byl Hitlerův zplnomocněný generální velitel (Bevollmächtigter Kommandierender General) na Balkáně a hlavní velitel německé armády v okupovaném Norsku během druhé světové války. Dosáhl hodnosti generál horských vojsk. Böhme byl po válce zatčen Američany a měl být souzen za vyvraždění tisíců srbských civilistů, které nařídil, ale spáchal ve vězení sebevraždu.

## Život
Böhme se narodil do rodiny úředníka na dráze Friedricha Ernsta Böhmeho a jeho manželky Maria Ludmilla Böhm, rozené Stremayer.
V roce 1902 mu zemřel otec a o dva roky později i matka. Po skončení školy nastoupil v roce 1904 jako Fähnrich k c.k. pěšímu pluku 95. V armádě působil jako důstojník (1905 Leutnant - poručík, 1914 Oberleutnant - nadporučík, 1915 Hauptmann)

### První světová válka
V první světové válce sloužil Böhme v  letech 1914 až 1916 v Haliči, v roce 1917 bojoval ve Volyni, Kuronsku a Dünaburgu. V letech 1917/18 se účastnil bojů u řeky Soča.